# Itaoua
Itaoua est une localité située dans le département de Tanghin-Dassouri de la province du Kadiogo dans la région Centre au Burkina Faso.

## Géographie
Itoua se trouve à 800 m au sud du centre de Tanghin-Dassouri, le chef-lieu du département, avec lequel elle forme désormais une conurbation due à l'expansion de la localité de Dassouri en particulier.

## Santé et éducation
Le centre de soins le plus proche d'Itaoua est le centre médical (CM) de Tanghin-Dassouri tandis que les hôpitaux se trouvent à Ouagadougou.
Le village possède une école d'application.